# روزهای خوب زندگی
روزهای خوب زندگی فیلمی به کارگردانی مهدی صباغ‌زاده و نویسندگی منیر روان پور محصول سال ۱۳۷۳ است.

## داستان
«شکوه» دختر یتیمی است که از دربدری به تنگ آمده است. زن متمولی از او می‌خواهد تا با پسر جوانش ازدواج کند. «شکوه» بی آنکه تمایلی داشته باشد به عقد علیرضا پسر آن زن در می‌آید. «شکوه» در واقع وظیفه دارد تا روزهای آخر زندگی علیرضا را که به بیماری سرطان مبتلا است، دلپذیر و پر امید کند. در شب عروسی، علیرضا بر اثر سردرد شدیدی راهی بیمارستان می‌شود و در آنجا وقتی پی می‌برد که به سرطان مبتلا شده است، از فرط نومیدی، «شکوه» و خانه را ترک می‌کند و به خانه استادش می‌رود. مادر از «شکوه» می‌خواهد کاری کند تا «علیرضا» به خانه برگردد. شکوه با کمک استاد، علیرضا را تشویق می‌کند تا آهنگ ناتمامش را تمام کند و..

## بازیگران
- فاطمه صامتی
- محمود شکرالهی
- نیکو خردمند
- اسماعیل داورفر
- جهانسوز فولادی
- ملیحه نظری
- ملک نصر مرعشی
- شیوا هادی
- منوچهر علیپور
- فریبا صامتی
- هما خاکپاش
- بیتا حاتمی
- حمیدرضا باقرزاده
- مهران افصحی